# Cébette
Ne doit pas être confondu avec Bette (plante).

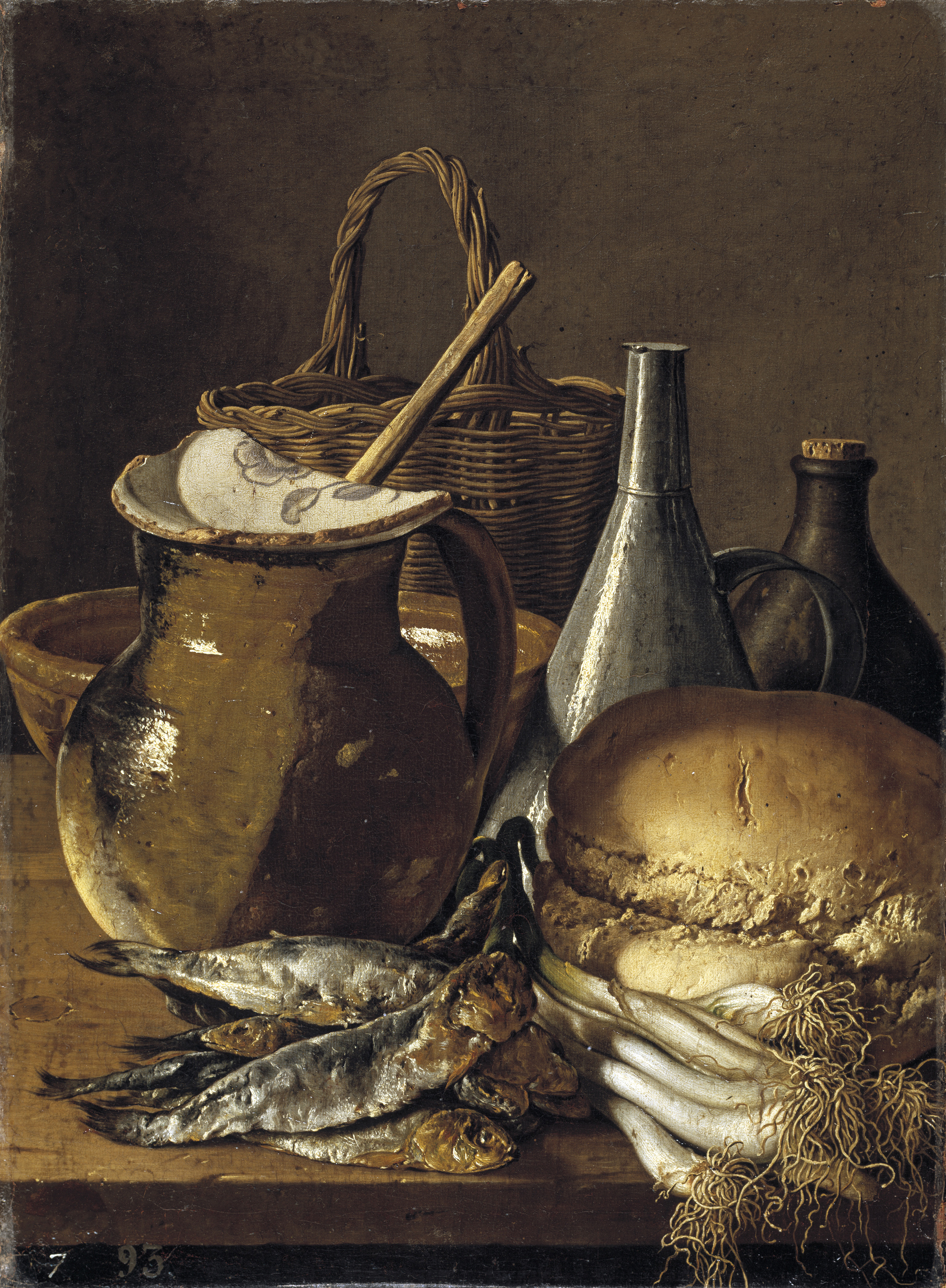
Nature morte aux harengs et cébettes, Luis Meléndez (1760-70)

La cébette ou cebette provençale est un oignon (Allium cepa) de deuxième année récolté avant l'apparition des hampes florales. Elle ressemble à une échalote en cours de croissance.
Le terme « cebette » peut désigner plus généralement les oignons verts (scallion en anglais) et peut correspondre à différentes espèces d'Allium :
- Allium cepa,
- Allium cepa var. cepa (oignon commun),
- Allium cepa var. aggregatum (anciennement A. ascalonicum) communément appelée « échalote »,
- Allium chinense,
- Allium fistulosum, la ciboule qui ne forme pas de bulbes distinct, même à maturité, et est cultivée en Occident presque exclusivement comme oignon vert ou oignon à salade,
- Allium × proliferum qui est parfois utilisé comme oignons verts.